# Рабии, Мохаммед (боксёр)
Мохаммед Рабии (араб. محمد ربيعي‎; род. 2 сентября 1993, Касабланка) — марокканский боксёр-любитель, выступающий в первой средней весовой категории. Бронзовый призёр Олимпийских игр (2016), чемпион мира (2015), чемпион Африки (2015), многократный призёр национального первенства.

## Биография
Родился 2 сентября 1993 года.

## Любительская карьера
В 2011 году стал чемпионом Марокко среди юношей (64 кг), а в 2013 году — чемпионом Марокко среди молодёжи (U-21).
В 2013 году впервые выступил на чемпионате мира по боксу в Алма-Ате, где в первом же бою проиграл киргизскому боксёру Эркинбеку Болотбеку.
В 2014 году стал чемпионом Марокко среди взрослых в весе 69 кг.
В сезоне 2015 года в составе Morocco Atlas Lions одержал 7 побед в командном чемпионате Полупрофессиональной Лиги Бокса (The World Series Boxing или WSB). Чемпионом тогда стала казахстанская команда Astana Arlans.
В августе 2015 года стал чемпионом Африки, завоевав золото на чемпионате Африки по боксу, проходившем в Касабланке (Марокко), и получил лицензию на участие в Олимпиаде-2016 в Рио. В финале он победил нокаутом во втором раунде египетского боксёра Валика Сидика Мохамеда.
В октябре 2015 года стал чемпионом мира в весе до 69 кг на чемпионате мира по боксу в Дохе, победив в финале чемпиона 2013 года казахстанского боксёра Данияра Елеусинова.
В августе 2016 года стал бронзовым призёром Олимпийских игр в Рио-де-Жанейро, проиграв в полуфинале узбекскому боксёру Шахраму Гиясову, а тот в финале уступил Данияру Елеусинову.

## Государственные награды
- Кавалер ордена Национального вознаграждения 2 класса (2 сентября 2016 года)[3]